# Türkmenbaşy
Türkmenbaşy (anteriormente denominada Krasnovodsk e Kyzyl-Su) é uma cidade no Turcomenistão situada na província de Balkan.

## Demografia
| Data | População |
| ---- | --------- |
| 1913 | 7 000     |
| 1939 | 21 000    |
| 1972 | 51 000    |
| 1979 | 53 131    |
| 1989 | 58 900    |
| 1995 | 63 000    |
| 2005 | 68 292    |

### Religião
A Igreja de São Miguel Arcanjo é um parte da diocese de Astrakhan da Igreja Ortodoxa Russa. Em 1895, a diocese foi transferida para Krasnovodsk. Existe uma igreja do cristianismo armênio, construída em 1903.

## Relações internacionais
Consulados
- Rússia;
- Cazaquistão.[4]

Geminações
- Jūrmala, Letônia.[5]